# 刘国典
刘国典（1932年1月26日—2020年2月12日），湖南安鄉人，北京电影学院院长、摄影系教授，第八届、第九届全国政协委员，中国共产党党员。

## 生平
1950年任湖南文教厅电影总队队长。1952年调至北京电影制片厂新闻摄影总队。1954年入北京电影学校學習，1956年毕业后留校，任摄影系副主任、摄影教研室主任、学院学术委员会主任等职。1988年调广播电视部电影局任总工程师。1992年12月任北京电影学院院长，2003年12月退休。2011年6月，曾回到北京电影学院進行授課。
刘国典因癌症于2020年2月12日去世，享年88岁。

## 外部連結
- 《电影人物》 20120302 影人刘国典（页面存档备份，存于）
- 北京電影學院-攝影系-刘国典（页面存档备份，存于）